# Гаджа Мада
Га́джа Ма́да (Gajah Mada, древнеяв. имя-произвище от санскр. gajah — слон и mada — бешеный, разгневанный) (ок. 1290 — 1364) — государственный и военный деятель, собиратель земель под властью государства Маджапахит. При махараджах Трибхуване и Хаям Вуруке фактически определял внутреннюю и внешнюю политику. Выполняя провозглашенную им программу объединения всей Нусантары под непосредственным правлением, либо вассальной зависимостью от Маджапахита, предпринял завоевательные походы на острова Бали, Ломбок, Сумбава, Серам, на Южный Калимантан, Северную и Южную Суматру, а также на Малаккский полуостров и сопредельные с ним острова Паханг и Сингапур. Был составителем единого свода законов.

## В популярной культуре
Гаджа Мада был добавлен в дополнение Brave New World для компьютерной игры Sid Meier's Civilization V как лидер Индонезийской цивилизации. Его цивилизация имеет преимущества в Античности и Средних веках.
Сюжетная кампания за Гаджу Маду присутствует в дополнении Rise of the Rajas игры Age of Empires II: HD Edition. Это дополнение включено по умолчанию в переиздание игры Age of Empires II: Definitive Edition. В игре Гаджа Мада изображен как завоеватель, увлекшийся собиранием земель настолько, что действовал вопреки воле собственных махараджей.